# Corral del Ponça
El Corral del Ponça era un corral o cleda de pastor del terme municipal de Gavet de la Conca, dins de l'antic terme de Sant Salvador de Toló, pertanyent a l'antic poble de Toló.
Les seves restes estan situades al sud del Castell de Toló i del mateix Toló, poble actualment pràcticament reduït a una sola masia. És a l'esquerra del riu de Conques, a la seva capçalera, i al sud-est del Tossal del Vigatà.